# Conisania leuconephra
Conisania leuconephra là một loài bướm đêm trong họ Noctuidae.